# Helene Fischer
Helene Fischer, nemška pevka, plesalka, televizijska voditeljica in igralka, * 5. avgust 1984, Krasnojarsk, Sovjetska zveza (danes Rusija).
Po prodanih nosilcih zvoka velja za eno najuspešnejših nemških pevk. Njeni albumi Best of Helene Fischer, Farbenspiel in Weihnachten sodijo med najbolje prodajane albume na nemškem tržišču. Glede na potrdila o zapisih je prodala najmanj 15 milijonov plošč. Junija 2014 je njen album z več platinami Farbenspiel iz leta 2013 postal najbolj preneseni album nemškega izvajalca in je trenutno šesti najbolje prodajani album vseh časov v Nemčiji. Njena podpisna pesem "Atemlos durch die Nacht" je bila najbolje prodajana skladba v Nemčiji leta 2014. V Nemčiji je imela petkrat najbolje prodajani album leta v letih 2013, 2014, 2015, 2017 in 2018. V svoji glasbeni karieri je prejela tudi številne glasbene nagrade (med drugim sedemnajstkrat nagrado Echo, štiri nagrade "Die Krone der Volkmusik", tri bambije in dve zlati kameri). Velja za "kraljico nemškega šlagerja". Uvrstila se je na št. 8 na Forbesovem seznamu "Najbolj plačane ženske v glasbi na svetu 2018", s čimer je zaslužila 32 milijonov ameriških dolarjev.

## Zgodnje življenje
Helene Fischer se je rodila v sibirskem mestu Krasnoyarsk v Rusiji (takrat del Sovjetske zveze) Petru in Marini Fischer. Njen oče je delal kot učitelj športne vzgoje, mama pa kot inženirka. Njeni stari starši po očetovi strani so bili črnomorski Nemci, ki so bili med tistimi, ki so bili poslani v prisilne naselitve v Kazahstanu in Sibiriji. Leta 1988 se je pri treh letih in pol s starši in šest let starejšo sestro emigrirala v Wöllstein v Zahodni Nemčiji. Po končani šoli je Fischer tri leta obiskovala odrsko-glasbeno šolo v Frankfurtu, kjer je študirala petje in igro. V tem času je nastopala na odru v Staatstheater Darmstadt, pa tudi na odru Volkstheater Frankfurt.

## Kariera
V času, ko je bila na odru in glasbeni šoli, je Fischerinina mama skrivaj kopirala predstavitveni CD s šestimi Fischerininimi pesmimi in ga poslala v različne snemalne studie, da bi ocenili odziv profesionalcev. Helenin prvenec na odru se je zgodil 14. maja 2005 v programu TV kanala ARD. Bil je duet s pevcem Florianom Silbereisenom. Kasneje sta postala par.
Dobila je 17 nagrad Echo, sedemkrat nagrado "Goldene Henne" in štirikrat nagrado "Krone der Volksmusik". Vsi njeni albumi in DVD-ji so dosegli večkratni zlati in dvojno platinasti status. Njene pesmi so z zgodbami o vsakdanjih skrbih in težavah domačih ljubiteljev lirično blizu tistega, kar bi lahko poimenovali "country glasba", čeprav se glasbeno precej razlikujejo. Njeni oboževalci segajo izven Nemčije, Avstrije in Švice do Belgije, Kanade, Nizozemske, Danske, Norveške, Združenega kraljestva, Finske, ZDA in Nove Zelandije.
Svoj prvi album v angleškem jeziku The English Ones je izdala 7. junija 2010. Album je produciral Jean Frankfurter [de], nemški producent, skladatelj in aranžer. Glede petja v angleščini je Fischerjeva komentirala: "Od nekdaj sem sanjala, da bi svoje pesmi prepevala v drugem jeziku. Angleščina je jezik države, glasba, ki ji pravimo "Schlager ". Jezik je orodje, vendar je pomembno, da to, kar pojete prihaja iz srca - in to je tisto, kar gre za ta album."
Maja 2011 je Helene bila na turneji z orkestrom. Januarja 2013 pa je prvič igrala v epizodi nemške TV-serije "Das Traumschiff".
4. oktobra 2013 je v Nemčiji izdala svoj album Farbenspiel. Leta 2014 je odigrala turnejo in leta 2015 veliko turnejo po stadionu. Pela je na stadionu Olympia v Berlinu pred 120.000 ljudmi. Album je po petih dneh v Nemčiji, na Danskem in v Avstriji prejel platinasto platino. Farbenspiel je najuspešnejša izdaja nemške umetnice v prvem tednu izdaje v zadnjih 10 letih. Do danes je bilo prodanih več kot 2,4 milijona izvodov albuma.
13. novembra 2015 je Fischerjeva izdala božični album z naslovom Božič. Sestavljen je iz dveh zgoščenk, prva so božične pesmi, zapete v nemškem in nemškem narečju, druga pa pesmi, zapete v angleščini. Album je dosegel prvo mesto lestvic ob koncu leta tako v Nemčiji kot v Avstriji in v obeh državah prejel skupno 14 platin. Prodali so ga v več kot 1,3 milijona izvodov.
Helene Fischer in Kraljevi filharmonični orkester (Royal Philharmonic Orchestra) sta v nekdanji cesarski palači na Dunaju pričarala čudovito božično razpoloženje z najbolj priljubljenimi božičnimi pesmimi. Ob tem se jima pridružijo Placido Domingo, Ricky Martin, Dunajski dečki in v videu tudi Frank Sinatra. Ta koncert si je ponavadi na naših televizijah možno ogledati okoli božiča in novega leta.
Leta 2016 je zapela nemško različico pesmi "How Far I'll Go Go", naslovne pesmi Disneyjeve Moane.
12. maja 2017 je izdala svoj osmi studijski album, ki nosi lastno ime Helene Fischer. Izdal ga je Polydor. Album je prvič nastopil na lestvici avstrijskih, nemških in švicarskih albumov ter dosegel deset najboljših na Nizozemskem in v flamski regiji Belgije. V Nemčiji je Helene Fischer v prvem tednu izdaje prodala več kot 300.000 izvodov, kar je bil najbolje prodajani prvenec po albumu Mensch Herberta Grönemeyerja 2002. V Nemčiji in Avstriji je osvojila devet platin, na ta dan pa je v obeh državah prodala več kot milijon izvodov. Vse svoje nove pesmi in nekaj uspešnic s prejšnjih albumov je izvedla v kesselhausu v Münchnu in izdala album Helene Fischer - Das Konzert aus dem Kesselhaus, ki je predstavil to predstavo. Junija 2018 je začela drugo turnejo po stadionu, nastopila je v Nemčiji, Švici, na Nizozemskem in v Avstriji. Na več lokacijah te turneje je nastopila do petkrat zapored. Njena oddaja je bila razvita skupaj s 45 stopinjami Cirque du Soleil. Oktobra 2018 je New York Times Fischerju postavil sedem največjih svetovnih turnej glasbenih nastopov leta. Na Forbesovem seznamu najbolje zasluženih umetnic po vsem svetu leta 2018 se je uvrstila na 8. mesto. Zaradi tega je tudi trenutno najuspešnejša neangleška pevka.

## Oddaja Helene Fischer "Die Helene Fischer Show"
Fischerjeva gosti vsakoletno glasbeno zabavno oddajo Helene Fischer Show, ki jo v času božiča predvajajo na nemški javni televiziji. V tej oddaji je nastopila skupaj z različnimi umetniki, med katerimi so David Garrett, Michael Bolton, Tom Jones, Max Raabe, Take That, Udo Jürgens, Olly Murs, Andrea Berg, Bryan Adams, Unheilig, Kiefer Sutherland, Freya Ridings, Nick Carter in kraljica. Lindsey Stirling je spremljala z akrobatskim nastopom.

## Diskografija
Albumi:
- Von hier bis unendlich (2006)
- So nah wie du (2007)
- Zaubermond (2008)
- So wie ich bin (2009)
- Für einen Tag (2011)
- Farbenspiel (2013)
- Weihnachten (2015)
- Helene Fischer (2017)

Gostovanja in dueti
- Eros Ramazzotti: Vita ce n'è - "Per il resto tutto bene" (2018)
- Andrea Bocelli: Passione - "When I Fall in Love" - "Ko se zaljubim" (2013)
- Michael Bolton: različni dueti, npr. "Make You Feel My Love", "Vivo Per Lei"
- Robbie Williams: Božično darilo - "Santa Baby" (2019)

## Turneje
- Mut zum Gefühl – Live 2008 (2008)
- Zum ersten Mal mit Band und Orchester Live (2011)
- Für einen Tag Live (2012)
- Open Air-Tour 2013 (2013)
- Farbenspiel Live (2014/2015)
- Helene Fischer Live 2017/2018 (2017/2018)
- Die Stadion-Tour 2018 (2018)

## Nagrade
Bambi
- 2013: za narodno glasbo
- 2014: za zabavo
- 2017: za narodno glasbo

Echo
- 2009: za nemško govoreče uspešnice
- 2009: za produkcijo DVD-jev leta (Courage to Feel Live)
- 2010: za nacionalno produkcijo DVD-jev (Zaubermond Live)
- 2012: za nemško govoreče uspešnice
- 2013: za nacionalno produkcijo DVD-ja (za en dan - Live 2012)
- 2013: za nemško govoreče uspešnice
- 2014: za album leta
- 2014: za nemško govoreče uspešnice
- 2015: za uspešnice
- 2015: za album leta
- 2015: za uspešnico leta
- 2015: za glasbeni DVD / Blu-Ray National
- 2016: za glasbeni DVD / Blu-Ray National (božič), (Farbenspiel Live)
- 2016: za album leta
- 2016: za Live-Act National
- 2016: za križanca
- 2018: za uspešnico

Goldene Henne
- 2007: za plezalca leta
- 2008: za glasbo
- 2010: za glasbo bralcev
- 2012: za glasbo občinstva
- 2014: za glasbo
- 2014: Superhenne (posebna 20. obletnica)
- 2016: za glasbo

Goldene Kamera
- 2012: za najboljšo nacionalno glasbo
- 2016: za najbolj priljubljeno nemško glasbeno glasbo

Krone der Volksmusik See: Krone der Volksmusik
- 2008: za uspeh leta 2007
- 2009: za uspeh leta 2007
- 2010: kot najuspešnejša pevka leta 2009
- 2012: kot najuspešnejša pevka leta 2011

Romy
- 2014: kot oddaja najbolj priljubljenih voditeljev

World Music Awards
- 2014: najbolj prodajani nemški umetnik